# Wojny-Szuby Szlacheckie
Wojny-Szuby Szlacheckie – wieś w Polsce położona w województwie podlaskim, w powiecie wysokomazowieckim, w gminie Szepietowo.
W latach 1975–1998 miejscowość administracyjnie należała do województwa łomżyńskiego.
Wierni kościoła rzymskokatolickiego należą do parafii Najświętszej Maryi Panny Królowej Świata w Wojnach-Krupach.

## Historia
W roku 1203 wzmiankowane Wojnowo cum villis attinentiis jako osada należąca do kościoła w Zuzeli. Wsie pierwotnie zamieszkane przez Wojnów herbu Ślepowron obejmowały ziemię między Ciechanowcem a Wysokiem Mazowieckiem. Na wymienionym terenie powstały trzy parafie: Kuczyn – 1419, Wyszonki – 1464 i Dąbrówka – początek XVI w..
Książę mazowiecki Bolesław w roku 1435 nadał Adamowi de Wojny 10 łanów chełmińskich nad Brokiem Małym, przy granicy Przeździeckiego.
W roku 1455 w aktach sądowych ziemi bielskiej wymienione są:
- Wojny-Króle
- Wojny-Bakałarze
- Wojny-Krupy
- Wojny-Piotrowce
- Wojny-Izdebnik
- Wojny-Dąbrówka, współcześnie Dąbrówka Kościelna
- Wojny-Piecki
- Wojny-Pogorzel
- Wojny-Wawrzyńce.

W roku 1827 miejscowość liczyła 33 domy i 231 mieszkańców i należała do parafii Dąbrówka. Rok 1867: osad 22, mieszkańców 212. Folwark Szuby o powierzchni 421 morgów. Pod koniec wieku XIX wieś w Powiecie mazowieckim, Gmina Klukowo, parafia Wyszonki.
W 1921 r. w Gminie Klukowo wyszczególniono wsie: Wojny-Szuby Szlacheckie i Wojny-Szuby Włościańskie. Było tu łącznie 76 budynków z przeznaczeniem mieszkalnym i 1 inny zamieszkały oraz 453 mieszkańców (227 mężczyzn i 226 kobiet). Narodowość polską podały 422 osoby, białoruską 18, a 13 żydowską.

## Współcześnie
Wieś typowo rolnicza. Produkcja roślinna podporządkowana przede wszystkim hodowli krów i produkcji mleka.